# Schecter

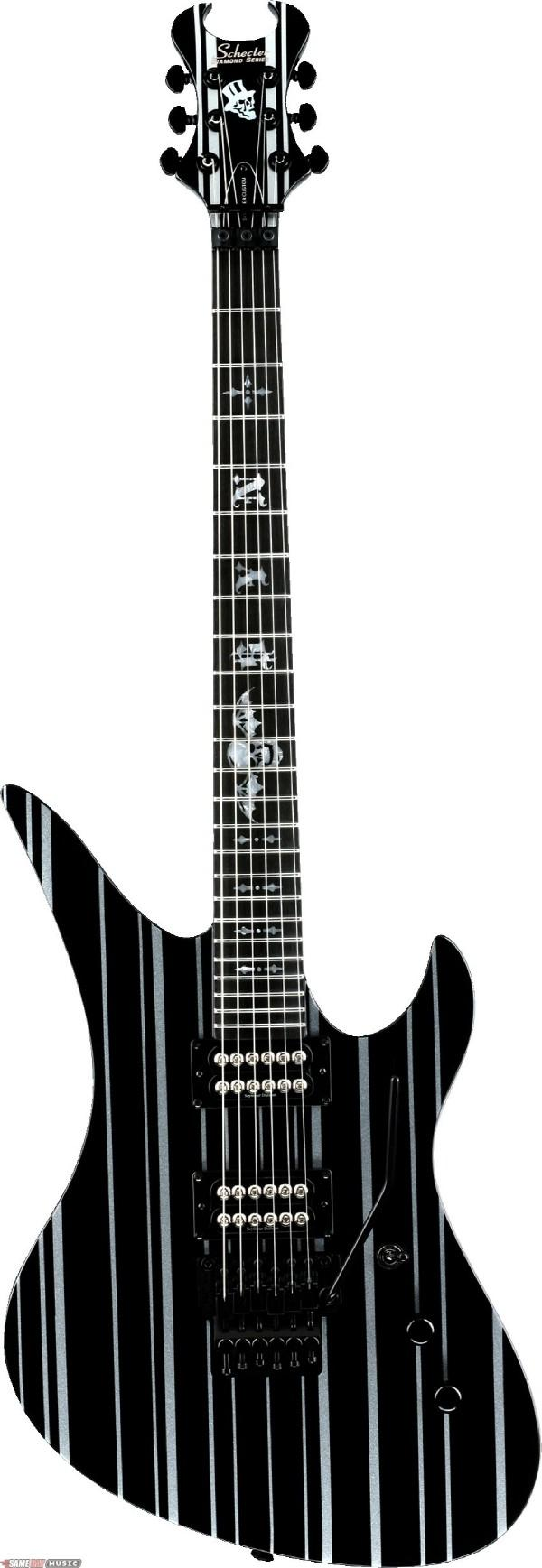
Guitare Schecter Synyster customisée

Schecter, officiellement Schecter Guitar Research, est un fabricant de guitares américain. Fondée en 1976 par David Schecter, la compagnie produisait seulement à l'origine des pièces de rechange pour les guitares existantes. Aujourd'hui, elle produit sa propre ligne de guitares électriques, de guitares basses, et de guitares acoustiques de type heavy metal.

## Histoire

### Débuts (1976-1983)
En 1976, David Schecter ouvre Schecter Guitar Research, un atelier de réparations à Van Nuys, en Californie. L'atelier fabrique des manches et des corps de guitare de rechange, des micros, des potentiomètres, des chevalets, et d'autres pièces diverses de guitare.
Schecter Guitar Research finit par fabriquer toutes les pièces nécessaires à la construction d'une guitare complète.
Contrairement à la rumeur, Schecter n'a jamais fourni Fender ou Gibson.
À la fin des années 1970, la firme produit plus de 400 pièces différentes mais ne fabrique aucun instrument fini.
En 1979, Schecter fabrique ses propres guitares électriques pour la première fois, il s'agit de modèles faits sur commande, fondés sur le design des guitares Fender. Elles sont considérées comme étant de très haute qualité, et vendues très cher par seulement vingt détaillants à travers les États-Unis.
En septembre 1979, Alan Rogan, le technicien des guitares de Pete Townshend, commande une guitare de Schecter. C'est une guitare de style Fender Telecaster avec deux micros Humbucker et un sélecteur de micro de style Gibson Les Paul. Townshend tombe immédiatement amoureux de cet instrument qui est devenu sa guitare de prédilection.

## Diamond Series
La ligne de guitares Diamond Serie, présentée pour la première fois en 1998, se compose de tous les modèles produits en série de Schecter (non custom). La Diamond Serie est divisée en groupes d'instruments qui partagent des caractéristiques communes de conception.
Schecter a déclaré qu'il n'adapterait aucune guitare de la Diamond Series sur demande, ainsi chaque guitare de la Diamond Serie est vendue « telle quelle ».

## Musiciens utilisant les guitares Schecter

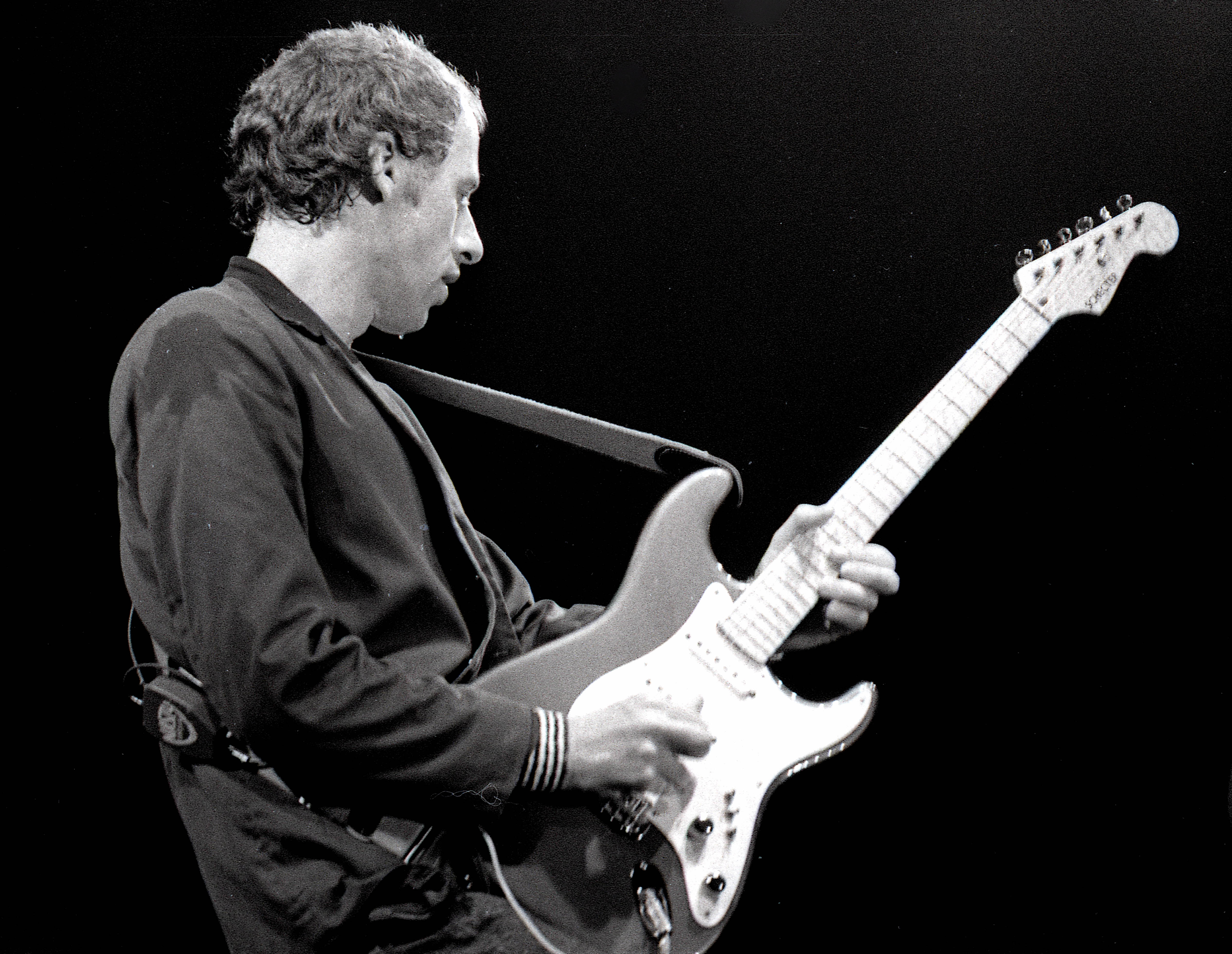
Mark Knopfler jouant sur une Schecter Stratocaster en 1981

Au cours des années, les produits de Schecter ont séduit un grand nombre de musiciens connus et plusieurs de ces musiciens ont signé des contrats de promotion avec la marque.
Liste non exhaustive de musiciens qui utilisent, ou ont utilisé, des guitares ou des basses de Schecter :
- Prince
- Synyster Gates, Zacky Vengeance et Johnny Christ de Avenged Sevenfold
- Abbath
- Zakk Wylde
- Jerry Horton de Papa Roach
- Jeff Loomis de Nevermore
- Shaun Morgan et Dale Stewart de Seether
- Dan Donegan de Disturbed
- Gary Holt de Exodus / Slayer
- Pete Townshend de The Who
- Mark Knopfler de Dire Straits
- Robin Finck de Nine Inch Nails
- Matthew Bellamy de Muse
- Paul Raven de Killing Joke / Ministry
- Robert Smith, Porl Thompson et Simon Gallup de The Cure
- Eddie Vedder de Pearl Jam
- Billy Corgan de The Smashing Pumpkins
- Dez Cadena de The Misfits
- Doug Pinnick de Kings X, KXM, Supershine
- Robert DeLeo de Stone Temple Pilots
- Dave Gregory de XTC
- Mitchell Marlow de Filter
- Ed Sloan de Crossfade
- East Bay Ray de Dead Kennedys
- John Feldmann de Goldfinger
- Sami Yli-Sirniö de Kreator
- Matt Malice et Kevin Joseph de The Angry Samoans
- Pete Dee de The Adicts
- Jacob Nicolas de Quasar
- Neil Westfall de A Day to Remember
- Sean Danielsen de Smile Empty Soul
- Chris Garza de Suicide Silence
- Charlie Scene et J-Dog de Hollywood Undead
- John “JD” DeServio de Black Label Society
- Your Favorite Enemies
- Zakk Sandler de Black Tide
- Eluveitie
- Raised Fist
- In This Moment
- Antoine et Laurent de This Misery Garden
- DJ Ashba de Sixx:A.M.
- Nikki Sixx de Mötley Crüe / Sixx:A.M.
- Jonathan Devaux et Moerty Fooley de Hord
- Jake Pitts et Jinxx de Black Veil Brides [1].
- Alex Snowden de Doll Skin [2]
- Nick Johnston [3]
- Wayne Hussey de The Mission
- Jade Puget de A.F.I